# Linh dương mặt đen
Linh dương mặt đen (Danh pháp khoa học: Aepyceros melampus petersi) là các loài linh dương trong phân loài bản địa linh dương Impala phân bố từ Angola tới Namibia. Nó không phải là khó để phân biệt với những loài linh dương sừng cao vì kích thước chúng có thể nói là lớn hơn đáng kể và có một khuôn mặt đen giống như bị đánh dấu. Chúng cũng được tìm thấy tại các địa điểm khác nhau hơn so với các loài linh dương sừng cao nói chung.
Trong khi các loài như một quần thể không bị đe dọa, phân loài này đã đến gần như tuyệt chủng. Trong 1968 - 1971, có 310 cá thể được chuyển giao cho Công viên quốc gia Etosha để bảo vệ tốt hơn, và số lượng của chúng đang dần tăng lên một cách đều đặn. Tuy nhiên, dân số hiện nay vẫn còn ít hơn 1.000 và có thể giao phối với những con linh dương Impala và những con linh dương từ các trang trại lân cận có thể gây tổn hại đến gen làm mất đi tính thuần chủng của chúng.

## Hình ảnh

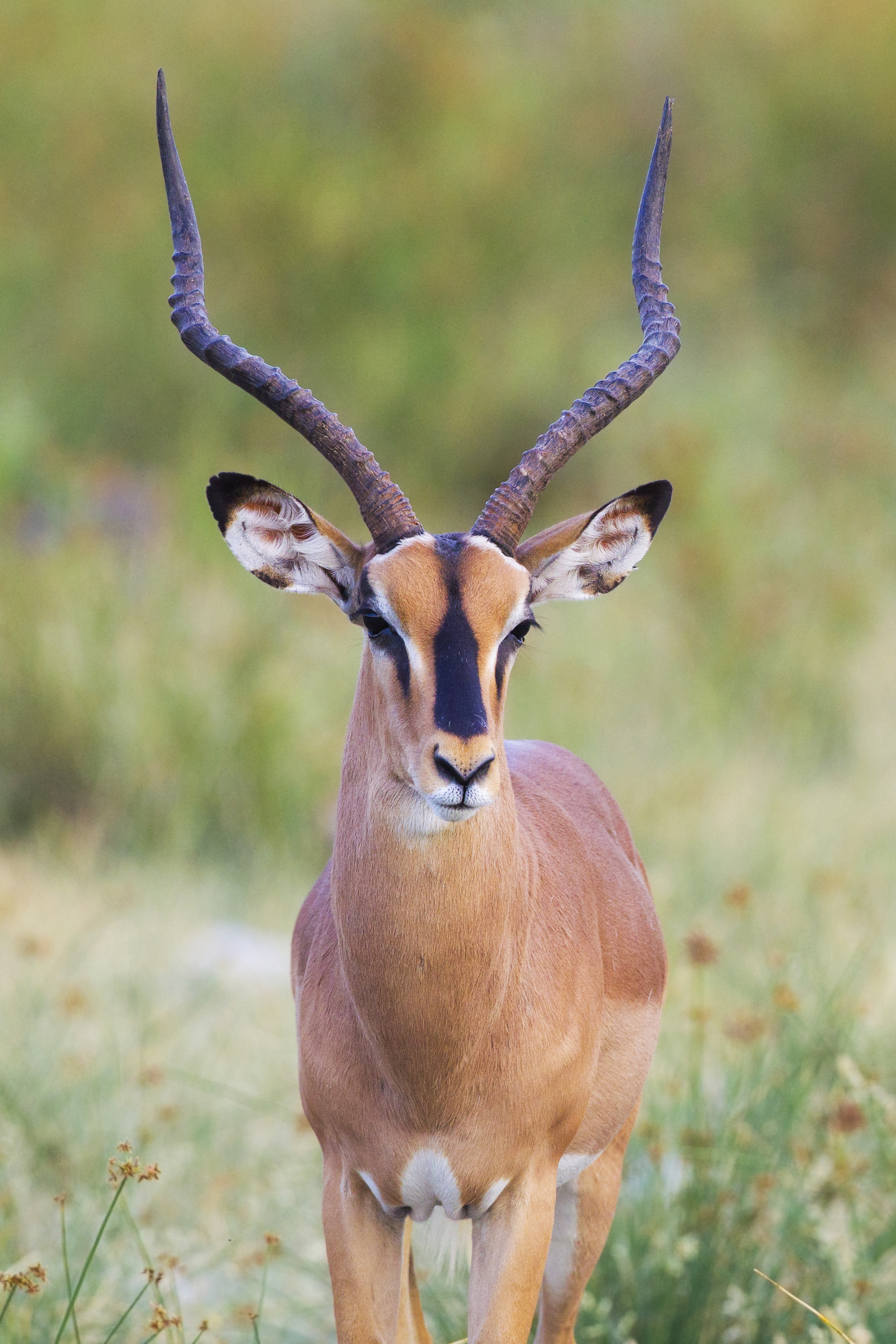
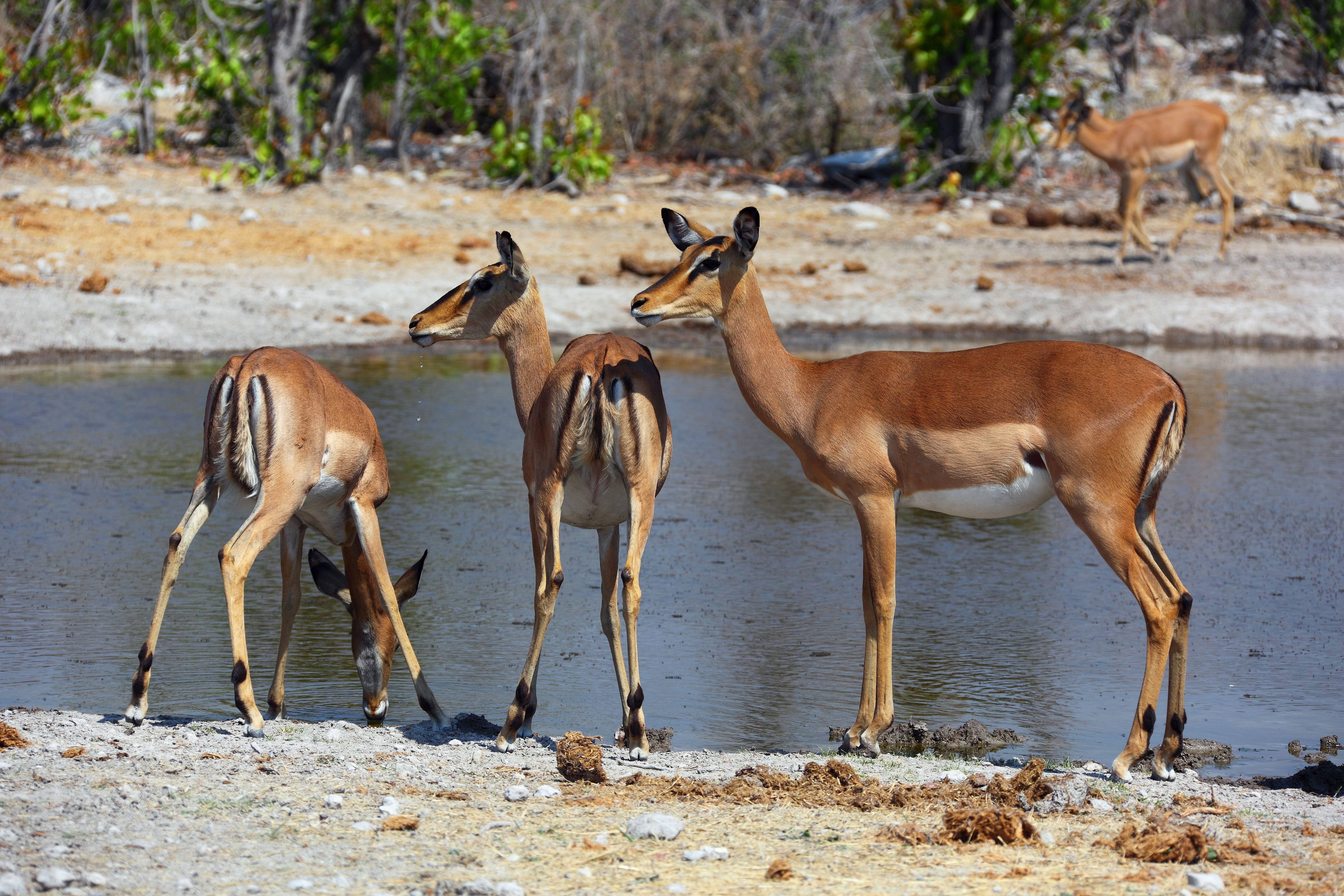
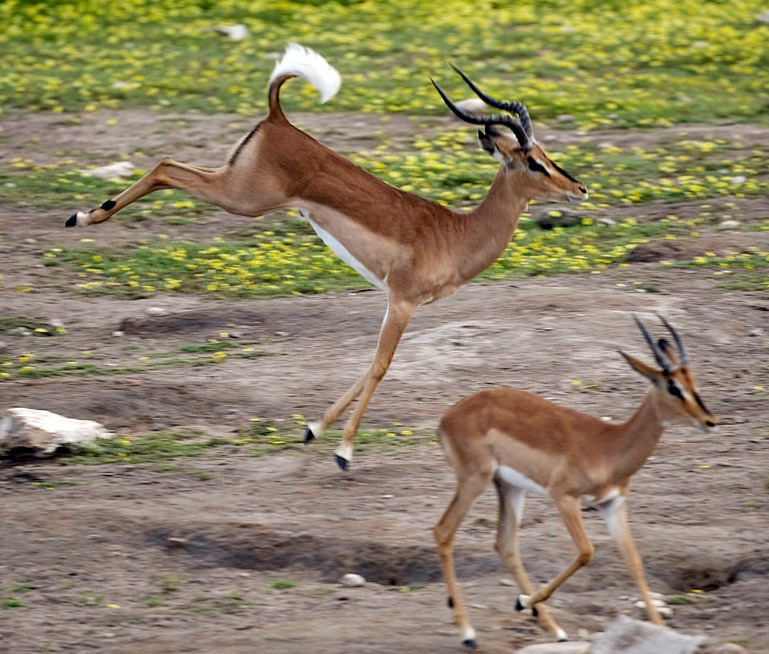